# یواس‌اس اپلینگ (ای‌پی‌ای-۵۸)
یواس‌اس اپلینگ (ای‌پی‌ای-۵۸) (به انگلیسی: USS Appling (APA-58)) یک کشتی بود که طول آن ۴۲۶ فوت (۱۳۰ متر) بود. این کشتی در سال ۱۹۴۴ ساخته شد.